# تپه شوران
تپه شوران مربوط به هزاره اول قبل از میلاد است و در شهرستان پیرانشهر، بخش لاجان، دهستان لاهیجان شرقی، روستای خراپه واقع شده و این اثر در تاریخ ۲۵ آبان ۱۳۸۷ با شمارهٔ ثبت ۲۳۵۱۴ به‌عنوان یکی از آثار ملی ایران به ثبت رسیده است.